# Latvijas Gāze
AS Latvijas Gāze è un'azienda lettone attiva nel settore energetico per la compravendita di gas naturale. Controllata da Gazprom (34%) è partecipata anche da Marguerite Fund (28,97%), Uniper (18,26%) e ITERA Latvija (16%).
Dal 1999 è quotata presso la Borsa di Riga.

## Storia
Dopo l'indipendenza della Lettonia dall'Unione Sovietica nel 1991 i vari operatori attivi nella gestione delle infrastrutture relative al gas naturale sono stati uniti in un'unica azienda sotto il controllo dello Stato.
Nel 1997 iniziò la privatizzazione della compagnia, seguita due anni dopo dalla quotazione alla Borsa di Riga. Il processo di privatizzazione si è concluso nel 2002 e il pacchetto azionario passò in larga parte alla tedesca E.ON, alla russa Gazprom e alla lettore ITERA Latvija. Nel 2016 il Marguerite Fund ha acquistato il 28,97% delle azioni da E.ON.
Nel 2015 il governo lettone annunciò l'intenzione di rompere il monopolio nel settore del gas, in linea coi regolamenti comunitari dell'Unione europea. Nel febbraio 2016 il Saeima ha approvato una legge sul settore energetico prevedendo che Latvijas Gāze separasse le attività di trasporto e stoccaggio da quelle di distribuzione e commercio attraverso la creazione di una newco; a gennaio 2017 viene quindi registrata la Conexus Baltic Grid, con un capitale sociale diviso proporzionalmente tra gli azionisti di Latvijas Gāze, per gestire il trasporto e lo stoccaggio di gas naturale in Lettonia. A novembre dello stesso anno nacque invece la controllata Gaso, a cui sono state affidate le funzioni di gestore del sistema di distribuzione.